# Negative FX
I Negative FX sono stati una band hardcore punk formata a Boston nel 1982. Anche se hanno avuto vita breve (hanno fatto solo cinque concerti ed un album, uscito solo nel 1984), sono ricordati per il loro contributo all'evoluzione dello straight edge dei primi anni ottanta. Dopo lo scioglimento, alcuni membri della band, insieme con musicisti provenienti da DYS e SS Decontrol formarono i Boston Crew, una delle più importanti band hardcore punk.

I Negative FX suonavano una forma così veloce e così poco melodica di hardcore punk da essere considerati proto-thrashcore.
La punk band NOFX deve il suo nome a quello dei Negative FX.

## Formazione
- Jack "Choke" Kelly - voce
- Patrick Ratferty - chitarra
- Richard Collins - basso
- Dave Brown - batteria

## Discografia
- 1984 - Negative FX